# Kombinationston
Kombinationstöne können bei gleichzeitigem Erklingen zweier unterschiedlicher Töne entstehen, indem aus den beiden Grundfrequenzen (bzw. ihren Vielfachen) Differenzen oder Summen gebildet werden.
Kombinationstöne wurden gelegentlich Gegenstand der Musiktheorie, z. B. in Hindemiths Unterweisung im Tonsatz.

## Entdeckung
Kombinationstöne, seinerzeit als Differenztöne bezeichnet, wurden 1714 von Giuseppe Tartini entdeckt, 1744 in der «Anweisung zur Stimmung und Temperatur» von Georg Andreas Sorge beschrieben und 1754 von Giuseppe Tartini eingehender untersucht, später von Thomas Young, Johann August Wilhelm Röber und Hermann von Helmholtz. Letzterer hat mit Hilfe der Theorie auch einen zum Differenzton analogen höheren Ton entdeckt, dessen Schwingungszahl der Summe der Schwingungszahlen der erregenden Töne entspricht (Summationston).

## Differenztöne
Jene Kombinationstöne, welche die mathematische Differenz zweier Töne darstellen, werden Differenztöne oder auch Tartini-Töne genannt, nach dem italienischen Geiger Giuseppe Tartini, der sie bei laut gespielten Doppelgriffen auf seiner Geige vernahm. Töne, welche die mathematische Summe zweier Frequenzen darstellen, werden als Summationstöne bezeichnet.
Der bekannteste und am leichtesten hörbare Differenzton ist der „quadratische“ Differenzton. Seine Frequenz {\displaystyle f_{D}} entspricht der Schwebungsfrequenz, also der Differenz der Grundfrequenzen der beiden Ausgangstöne:
{\displaystyle f_{D}=f_{2}-f_{1}}
mit
- f2: Frequenz des höheren Tons
- f1: Frequenz des tieferen Tons.

Beispiel:
| Notenbild a'-f'' | Reine Sinustöne. | Notenbild c' | Bei kräftiger Lautstärke kann man diesen Kombinationston hören. |

## Summationstöne
Diese Töne stellen die Summe zweier Frequenzen dar und sind in der Regel deutlich seltener und schwerer wahrzunehmen. Sie sind manchmal, wie auch die Differenztöne, für die Entstehung als dissonant empfundener Töne bei Übersteuerung von Lautsprechern verantwortlich.
Auch hier gilt, analog zum Differenzton:
{\displaystyle f_{S}=f_{2}+f_{1}}
mit
- f2: Frequenz des höheren Tons
- f1: Frequenz des tieferen Tons.

Geschulte Musiker hören weitere Differenzen und Summen der Vielfachen der Ausgangsfrequenzen als Kombinationstöne.
Im Orgelbau wird ein akustisches Phänomen fälschlicherweise Differenzton genannt. Eigentlich handelt es sich hier um Residualtöne; die keine Akustische Täuschung sind.

### Im Ohr gebildet
Werden einem Beobachter zwei Primärtöne der Frequenzen f1 < f2 dargeboten, so entstehen im Ohr vor allem der quadratische Differenzton f2 − f1 und der kubische Differenzton 2 × f1 − f2. Unter geeigneten Bedingungen sind jedoch auch Differenztöne höherer Ordnung wahrnehmbar.
Im Ohr gebildete quadratische Differenztöne verhalten sich wie reguläre Verzerrungen, d. h. mit steigendem Schallpegel der Primärtöne steigt auch der Pegel des quadratischen Differenztons an.
Im Ohr gebildete kubische Differenztöne weisen nach Eberhard Zwicker jedoch einen „ungewöhnlichen Amplitudengang“ auf. Mit steigendem Pegel des höheren Primärtons wächst der Pegel des kubischen Differenztons zunächst an, wie dieses bei regulären Verzerrungen zu erwarten ist. Übersteigt der Pegel des höheren Primärtons jedoch den Pegel des niedrigeren Primärtons, so nimmt der Pegel des kubischen Differenztons wieder ab.
Aus zahlreichen Messergebnissen wird ersichtlich, dass sich die im Gehör erzeugten Differenztöne im Prinzip genauso verhalten wie dem Ohr von außen zugeführte Töne. Als Entstehungsort der Differenztöne wird daher der periphere Teil des Gehörs angenommen.

## Beobachtung
Ungeübten fällt es oft schwer, die vorhandenen Töne von den Kombinationstönen zu unterscheiden. Erzeugt man einen konstanten Ton der Frequenz f1 und überlagert ihm einen Ton ansteigender Frequenz f2, so fällt die Beobachtung leichter: Neben der Frequenz f1 und der anwachsenden Frequenz f2 hört man bei großer Lautstärke leise den quadratischen Kombinationston der Frequenz f2 − f1 und noch leiser den kubischen Kombinationston der Frequenz 2 × f1 − f2.

### Hörbeispiel
Gespielt werden zwei Töne mit den Frequenzen {\displaystyle f_{1}\!} und {\displaystyle f_{2}\!} (in Hz):
| {\displaystyle f_{1}\!} | 440 | 440 | 440 | 440 | 440 | 440 | 440 | 440 | 440 | 440 | 440 | 440 | 440 | 440 | 440 | 440  | 440  | 440  | 440  | 440  | 440  | 440  | 440  | 440  | 440  |
| {\displaystyle f_{2}\!} | 440 | 466 | 494 | 523 | 554 | 587 | 622 | 659 | 698 | 740 | 784 | 831 | 880 | 932 | 988 | 1047 | 1109 | 1175 | 1245 | 1319 | 1397 | 1480 | 1568 | 1661 | 1760 |
|                         |     |     |     |     |     |     |     |     |     |     |     |     |     |     |     |      |      |      |      |      |      |      |      |      |      |

Wenn Sie dieses laut abspielen, hören Sie leise die quadratischen und noch leiser die kubischen Differenztöne.
Im folgenden Beispiel sind zur Verdeutlichung die quadratischen Kombinationstöne mit den Frequenzen {\displaystyle f_{2}-f_{1}\!} verstärkt. (Den quadratischen Kombinationston hört man von der Tiefe kommend aufsteigend.)
| {\displaystyle f_{1}\!}       | 440 | 440 | 440 | 440 | 440 | 440 | 440 | 440 | 440 | 440 | 440 | 440 | 440 | 440 | 440 | 440  | 440  | 440  | 440  | 440  | 440  | 440  | 440  | 440  | 440  |
| {\displaystyle f_{2}\!}       | 440 | 466 | 494 | 523 | 554 | 587 | 622 | 659 | 698 | 740 | 784 | 831 | 880 | 932 | 988 | 1047 | 1109 | 1175 | 1245 | 1319 | 1397 | 1480 | 1568 | 1661 | 1760 |
| {\displaystyle f_{2}-f_{1}\!} | 0   | 26  | 54  | 83  | 114 | 147 | 182 | 219 | 258 | 300 | 344 | 391 | 440 | 492 | 548 | 607  | 669  | 735  | 805  | 879  | 957  | 1040 | 1128 | 1221 | 1320 |
|                               |     |     |     |     |     |     |     |     |     |     |     |     |     |     |     |      |      |      |      |      |      |      |      |      |      |

Im folgenden Beispiel sind zur Verdeutlichung die kubischen Kombinationstöne mit den Frequenzen {\displaystyle |2\cdot f_{1}-f_{2}|} verstärkt. (Den kubischen Kombinationston hört man zuerst tiefer werdend und dann wieder aufsteigend.)
| {\displaystyle f_{1}\!}                | 440 | 440 | 440 | 440 | 440 | 440 | 440 | 440 | 440 | 440 | 440 | 440 | 440 | 440 | 440 | 440  | 440  | 440  | 440  | 440  | 440  | 440  | 440  | 440  | 440  |
| {\displaystyle f_{2}\!}                | 440 | 466 | 494 | 523 | 554 | 587 | 622 | 659 | 698 | 740 | 784 | 831 | 880 | 932 | 988 | 1047 | 1109 | 1175 | 1245 | 1319 | 1397 | 1480 | 1568 | 1661 | 1760 |
| {\displaystyle \|2\cdot f_{1}-f_{2}\|} | 440 | 414 | 386 | 357 | 326 | 293 | 258 | 221 | 182 | 140 | 96  | 49  | 0   | 52  | 108 | 167  | 229  | 295  | 365  | 439  | 517  | 600  | 688  | 781  | 880  |
|                                        |     |     |     |     |     |     |     |     |     |     |     |     |     |     |     |      |      |      |      |      |      |      |      |      |      |

## Ursachen

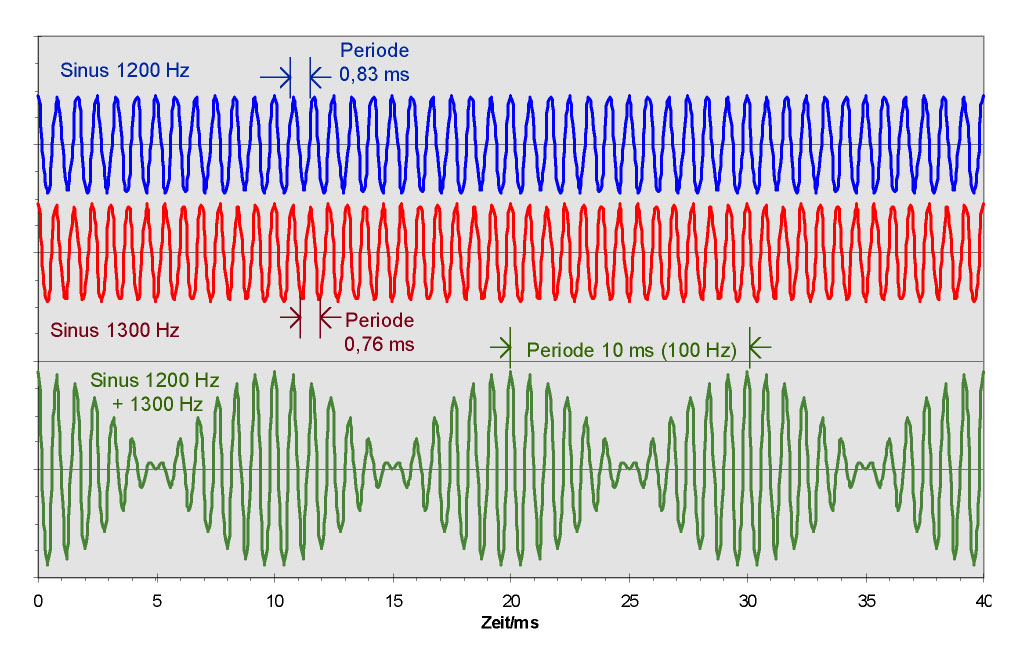
Die Überlagerung zweier Schwingungen (z. B. 1200 und 1300 Hertz) ergibt durch den Effekt der Schwebung eine amplitudenmodulierte und hörbare Schwingung mit einer Modulationsfrequenz in Höhe des Differenztons (100 Hertz).

Insbesondere bei Frequenzen oberhalb von 1600 Hertz kann das menschliche Gehör nicht mehr die genaue Zeitfunktion der Schallsignale erfassen, sondern nur noch deren Hüllkurve. Die Auswertung ergibt eine Schwingung mit der Frequenz des Differenztons.
Des Weiteren können auch nichtlineare Verzerrungen in der Schallquelle selbst, also dem Schallwandler, dem Instrument oder im Ohr eine Rolle spielen.

## Konsequenzen für Musiker
Den Effekt der Kombinationstöne machen sich Musiker beim Stimmen von Instrumenten zunutze, bei denen die Tonerzeuger (z. B. Saiten, Pfeifen) im Abstand einer reinen Quinte zu stimmen sind. Der Differenzton klingt dann nämlich genau eine Oktave unter dem tieferen Tonerzeuger.
Aus dem Phänomen „Kombinationston“ ergeben sich aber auch Konsequenzen für die Musiktheorie. Vergleicht man die große Terz in reiner Stimmung und in gleichstufiger Stimmung, so bemerkt man bei der gleichstufigen Stimmung eine Rauigkeit, die durch den Differenzton noch verstärkt wird. Bei der reinen großen Terz liegt der Differenzton genau zwei Oktaven unter dem tieferen Ton, bei der gleichstufigen Stimmung dagegen um einen Halbton höher, was eine Dissonanz zum Intervallklang ergibt.
| Notenbild C c″e″ | rein · zuerst nur c″e″ · (Frequenzen 528 Hz und 660 Hz) · dann mit Differenzton C (132 Hz) | gleichstufig · zuerst nur c″e″ · (Frequenzen 528 Hz und 665,24 Hz) · dann mit Differenzton Cis (137,24 Hz) |